# Lista över vulkaniska öar i ögruppen Kanarieöarna
Detta är en lista över vulkaniska öar i ögruppen Kanarieöarna.
| Namn          | Höjd (m ö.h.) | Koordinater                              | Senaste utbrott | Område |
| ------------- | ------------- | ---------------------------------------- | --------------- | ------ |
| Fuerteventura | 812           | 28°21′29″N 14°01′12″V / 28.358°N 14.02°V | Holocen         | -      |
| Gran Canaria  | 1949          | 28°00′N 15°35′V / 28.00°N 15.58°V        | 20 f.Kr.        | -      |
| Hierro        | 1501          | 27°44′N 18°02′V / 27.73°N 18.03°V        | 1793            | -      |
| La Palma      | 2426          | 28°35′N 17°50′V / 28.58°N 17.83°V        | 2021            | -      |
| Lanzarote     | 670           | 29°02′N 13°38′V / 29.03°N 13.63°V        | 1824            | -      |
| Tenerife      | 3718          | 28°16′N 16°38′V / 28.27°N 16.64°V        | 1909            | -      |